# 5157 Hindemith
5157 Hindemith è un asteroide della fascia principale. Scoperto nel 1973, presenta un'orbita caratterizzata da un semiasse maggiore pari a 3,2115212 UA e da un'eccentricità di 0,1477025, inclinata di 0,20237° rispetto all'eclittica.